# Lausanne-Sports
El Lausanne Sports, també conegut com a LS, és un club esportiu suís, destacat en futbol, de la ciutat de Lausana.

## Història
A més de la secció de futbol, coneguda com a FC Lausanne-Sport, el club també té seccions d'atletisme, rem i hoquei patins.
La secció de futbol del club es fundà el 1896 amb el nom de Montriond Lausanne. El nom actual el va prendre el 1920, després de fusionar-se amb el Club Hygiénique de Lausanne, un club d'educació física.

## Palmarès
- 7 Lliga suïssa de futbol: 1912/13 (Montriond Lausanne), 1931/32, 1934/35, 1935/36, 1943/44, 1950/51, 1964/65.
- 9 Copa suïssa de futbol: 1935, 1939, 1944, 1950, 1962, 1964, 1981, 1998, 1999.

## Jugadors destacats
- Giancarlo Antognoni
- Gabriel Calderón
- Stéphane Chapuisat
- Smahi Triki

## Entrenadors destacats
- Fred Spiksley